# خوزه آبرگو
خوزه آبرگو (José Abrego) (زادهٔ ۳ مارس ۱۸۱۳ – درگذشتهٔ ۳ آوریل ۱۸۷۸)، در ۱۸۳۴ میلادی، به عنوان عضو «کوسموپولیتن کامپانیا» که بخشی از مستعمره هیجار-پادریس بود، به آلتا کالیفرنیا رسید. این مستعمره توسط خوزه ماریا هیجار و دون خوزه ماریا پادریس رهبری می‌شد. آبرگو در مونته‌ری، کالیفرنیا به تجارت پرداخته و در سمت‌های مختلف دولتی کار کرد. وی از ۱۸۳۹ تا ۱۸۴۶ میلادی به عنوان خزانه‌دار این قلمرو خدمت نمود. پس از جنگ آمریکا و مکزیک، او به فعالیت بازرگانی خود ادامه داد. او بسیار ثروتمند شد و خانه‌ای ساخت که تا امروز در مونته‌ری حفظ شده است.
آبرگو متولد مکزیکوسیتی در کشور مکزیک بود. وی در حدود ۱۸۳۶ میلادی با ماریا خوزفا کاسیلدا آنسیتا استرادا که بومی کالیفرنیا و متولد مونته‌ری بود، ازدواج کرد. وی خواهر-ناتنی فرماندار کالیفرنیا، خوان باتستا آلوارادو بود. آبرگو در ۱۸۷۸ میلادی درگذشت. یکی از پسران او به‌نام آبیمایل با آدلایدا لیس که دختر روسالیا والیجو بود، ازدواج کرد.

## رسیدن به آلتا کالیفرنیا
در ۱۷ اوت ۱۸۳۳ میلادی و در ۱۶ آوریل ۱۸۳۴ میلادی، دیپوتاکیون (مجلس قانون‌گذاری) قلمرو آلتا کالیفرنیا قانونی را برای سکولار-سازی مأموریت‌های مذهبی کالیفرنیا تصویب کرد. در مکزیک، سرپرست-رئیس‌جمهور وقت مکزیک، والنتین گومز فاریاس که یک اصلاح‌طلب لیبرال بود، خوزه ماریا دی هیجار و دی. خوزه ماریا پادریس را به عنوان رهبر گروه ۲۳۹ نفری مستعمره‌نشین‌ها گماشت تا آلتا کالیفرنیا را لیبرال سازند. هیجار که یک زمین‌دار ثروتمند بود، به‌جای فیگویروا به عنوان فرماندار گماشته شده و پادریس که افسر ارتش بود، به عنوان فرمانده ارتش گماشته شد. مستعمره‌نشین‌ها معمولاً دهقانان و صنعت کاران داوطلب بودند که به دقت از سوی فاریاس انتخاب شده بودند. هدف وی این بود تا حاکمیت مکزیک در کالیفرنیا را تقویت و مدرنیته نماید و از آن به عنوان دیواری در مقابل تأثیرات روزافزون روسیه و ایالات متحده استفاده کند.
خوسی فیگویروا، فرماندار آلتا کالیفرنیا، متهم شده بود که زمین‌های مأموریت فرانسیسکو را از مالکیت مذهبی به مالکیت عمومی درآورده است. او مصمم بود که باید نصف زمین‌های مأموریت‌های مذهبی طی یک تراست به مردمان بومی داده شود. شایعاتی از مکزیک پخش شد که هیجار می‌خواهد املاک مأموریت‌های مذهبی را غصب کند و اینکه پادریس مأمورهای را از میان همراهان خود برای نظارت از زمین‌های باقی‌مانده مأموریت‌های مذهبی انتخاب کرده‌است. آنها براین باور بودند که ساکنین تازه رسیده برنامه داشتند تا زمین‌های مأموریت‌های مذهبی را به مالکیت خود درآورند. فیگویروا منتظر نماند و در ۹ اوت ۱۸۳۴، برنامه سکولار سازی که توسط خوسی انتونیو کاریلو نوشته شده بود را منظور کرد.
مورلوس در ۱ سپتامبر ۱۸۳۳ به سن‌دیگو و لان تاتالنی در ۲۵ سپتامبر به مونته‌ری رسیدند. هیجار که در لس آنجلس بود، به عنوان فرماندار نظامی پنداشته می‌شد. پادریس تصور می‌کرد که وی یک فرماندار غیرنظامی خواهد شد. به زودی همگی از طریق خبررسان مطلع شدند که آنتونیو لوپز سانتا آنا رئیس‌جمهور مکزیک شده بود و خوسی فیگویروا هنوز هم فرماندار آلتا کالیفرنیا بود. برخی اعضای مستعمره هیجار-پادریس یک شورش کوتاه-مدت را بر علیه فیگویروا در لس آنجلس راه‌اندازی کردند که مغلوب گردید. فیگویروا هر دو فرد، هیجار و پادریس، را دستگیر نموده و هیجار و برخی از وفادارترین هم‌دستان او را دوباره به مکزیک فرستاد. آبرگو، اگناسیو کورونل، خوسی نوی، آستین الویرا و برخی دیگر در کالیفرنیا ماندن و برای موفقیت و شکوفایی آن کار کردند.: 30 

## زندگی در مونتری
آبرگو در مکزیک یک کلاه فروش بود و این تجارت خود را در مونته‌ری نیز ادامه داد. وی در ۱۸۳۴ میلادی خانهٔ تک-طبقه‌ای به سبک خانه‌های مونته‌ری ساخت که تا امروزه استفاده می‌شود. در دسامبر ۱۸۳۴، آبرگو فروشگاهی که حالا معروف به پاچیکو هاوس است در مقابل خانه‌اش باز کرد. وی در حدود ۱۸۳۶ میلادی با ماریا خوزفا کاسیلدا آنسیتا استرادا که بومی کالیفرنیا و متولد مونته‌ری بود، ازدواج کرد. وی خواهر-ناتنی فرماندار کالیفرنیا، خوان باتستا آلوارادو بود. پس از تکمیل شدن بخشی از خانه، آنها به خانه خود نقل مکان نمودند و جاهای باقی‌مانده خانه بعداً تکمیل گردید. آبرگو نخستین کسی بود که آیینه قد-نما را به آلتا کالیفرنیا آورد، چیزی که نشان‌دهنده ثروتمندی وی بود. گفته می‌شود زمانی که دختر وی برای نخستین بار خود را در مقابل آن آیینه دید، به شوهر خود گفت، «این دختر دوست داشتنی چه کسی است؟» شاعر، نویسنده و مورخ بایارد تیلور در کتاب خود ال دورادو در مورد مهمانی نوشت که وی در ۱۸۴۹ میلادی در خانه آبرگو شرکت کرده بود.
من در یک مهمانی شبانه در خانه سنور [محترم] آبرگو شرکت کردم و این مهمانی به حدی زنده و دلپذیر بود که یک رویدادی به خوبی آن می‌توانست باشد. پیانوی در اتاق پذیرایی وجود داشت و خانمی از سیدنی، استرالیا با مهارت خداگونه آنرا می‌نواخت. دو مرد آمریکایی چند آهنگ دوگانه فلوت اجرا کردند و محفل با یک رقص کوادرایل [چهار تا شش نفری] اسپانیایی که در آن یک پسربچه سنور آبرگو تحسین همه را برانگیخت، پایان یافت.
خوزه و خوزفا آبرگو ۱۸ فرزند داشتند. آنها کل عمر ازدواج خود را در خانه‌ای که خوزه ساخته بود، سپری کردند و تمامی فرزندان آنها در همان خانه به دنیا آمده بود. در ۱۸۴۱ میلادی، خوزه نخستین پیانو را به قیمت ۶۰۰ دلار [حدود ۱۷٬۴۴۹ دلار امروزی] خریداری کرد که در ۱۸۴۳ میلادی به کالیفرنیا آورده شد. خوزه یادداشتی با متن ذیل نوشت و آنرا در داخل این پیانو گذاشت:: 30 
در ۱۸۴۱ میلادی، ناخدا استیفن اسمیت [که با کشتی دو-دکله به‌نام جورج هنری از بالتیمور، مریلند آمده بود] همراه با کشتی خود در مونته‌ری رسید و من از وی خواستم تا در سفر بعدی خود به این کشور، پیانوی برای من بیاورد. در مارس ۱۸۴۳، او با کشتی دو-دکله خود به این شهر بازگشت؛ او با خود سه پیانو در عرشه داشت. من این پیانو را به قیمت ۶۰۰ دلار از نزد او خریدم. پس از آن، او به سان فرانسیسکو رفت و در آنجا ژنرال والیجو یکی دیگر از پیانوها را خریداری کرد. پیانوی سومی را ناخدا اسمیت به ای. دی سیلس در لس آنجلس به‌فروش رسانید.
پیانوی آبرگو یک ابزار شش-اکتاو بود که توسط شرکت برایتکپف و هرتل در لایپزیگ ساخته شده بود. این پیانو توسط شرکت براونز و فوکی مقیم بالتیمور که در واردات کالاهای مرغوب آلمانی تخصص داشت، وارد شده بود. پیانو تا سال ۱۸۹۲ در خانه وی وجود داشت.: 30  در ۱۹۳۴ میلادی، پیانو در مالکیت جولیا «دولس» بولادا دادویس، نوه خوزه آبرگو قرار داشت و آنرا در خانه‌اش در ترس پینو در نزدیکی هالیستر نگهداری می‌کرد. وی این پیانو را به انجمن تاریخی کالیفرنیا تقدیم کرد و انجمن آنرا در دفاتر خود در خیابان مک‌آلیستر در سان فرانسیسکو نگهداری می‌نمود. آبرگو در نهایت نُه قطعه زمین در جاده آبرگو را خریداری نموده بود. وی از زمره خانواده‌های آسوده و طبقه-میانی بود که دارایی اش حدود ۲۰٬۰۰۰ تا ۳۰٬۰۰۰ دلار (حدود ۷۵۳٬۹۸۱ دلار امروزی) تخمین زده شده بود.
آبرگو در ۱۸۳۳ و ۱۸۳۴ میلادی به عنوان سرپرست مأموریت‌مذهبی سن انتونیو گماشته شد. وی از ۱۸۳۹ تا ۱۸۴۶ میلادی به عنوان خزانه‌دار قلمرو خدمت کرد. در خلال مدتی که وی مسئول امور مالی قلمرو بود، از وی به عنوان یک فرد صادق و توانا یادآوری می‌شد. بعدتر وی در بخش گمرک مشغول خدمت شد و در ۶ اکتبر ۱۸۴۵ به عنوان نماینده مجلس قانون‌گذاری انتخاب گردید.